# Белл, Деннис
Деннис Белл (англ. Dennis Bell; 29 августа 1948 года — 14 марта 1995) — американский журналист, наиболее известный серией статей о голоде в Эфиопии, отмеченной Пулитцеровской премией 1985 года.

## Биография
Деннис Белл родился в городе Маскигон, штат Мичиган, откуда отправился служить в армию США в 1968 году. После демобилизации в 1970, он поступил в Мичиганский университет, но в том же году переехал в Нью-Йорк и перевёлся в Университет Хофстра. Деннис посещал лекции бесплатно, так как параллельно работал смотрителем классных комнат. В тот же период Белл принимал участие в Летней программе для журналистов из числа меньшинств при Калифорнийском университете в Беркли. В 1972 году Деннис Белл получил место носильщика в редакции Newsday и постепенно поднялся до позиции международного репортёра. Так, в 1984 году, он совместно с корреспондентом Джошем Фридманом и фотографом Озером Мухаммедом принял участие в командировке в Эфиопию. Материалы, запечатлевшие голод в регионе, были удостоены Пулитцеровской премии за международный репортаж 1985 года.
Позднее Денниса перевели в редакцию Newsday на Лонг-Айленде, где он занял должность редактора региональных новостей округа Саффолк. 14 марта 1995 года журналист скончался на 47-м году жизни от сердечной недостаточности случившееся на фоне  острой пневмонии.